# Amelands

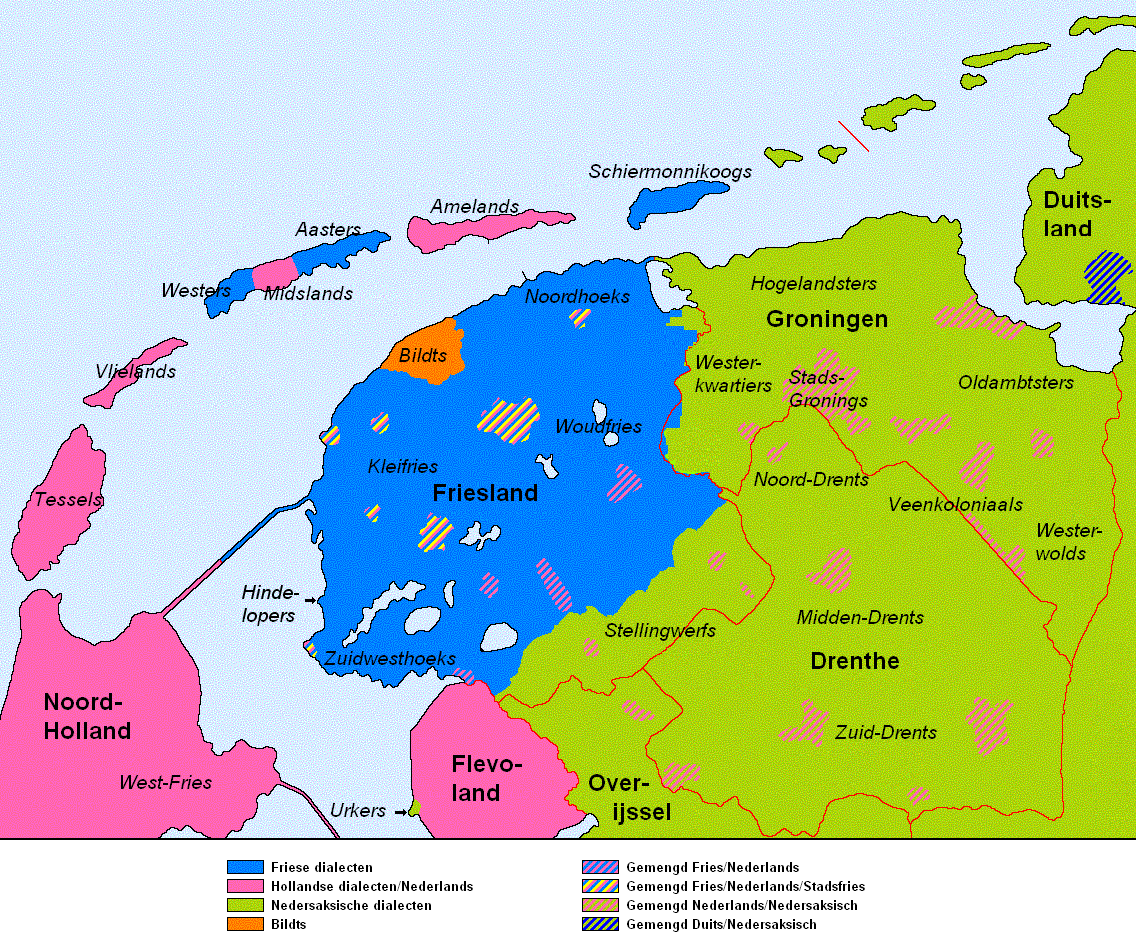
Taalgebied Amelands

Het Amelands is een dialect dat gesproken wordt op het Nederlandse eiland Ameland.
Het dialect vertoont Ingveoonse invloeden. Taaltypologisch wordt het gerekend tot de Friso-Frankische variëteiten, waar ook het West-Fries, Bildts en Stadsfries onder vallen.

## Hoofdkenmerken
Het Amelands is een dialect met een enerzijds overwegend Nederlandse (meer specifiek Hollandse) woordenschat en een anderzijds grotendeels Friese grammatica. Generisch is het een vorm van Stadsfries, evenals het op Terschelling gesproken Midslands. Ofschoon de vier Amelandse dorpen ieder hun eigen spraak hebben zijn de dialecten onderling moeiteloos te verstaan. De belangrijkste verschillen bestaan tussen de tongvallen van Hollum en Ballum enerzijds en Nes en Buren anderzijds. Een opvallend verschil met het Stadsfries en Fries van de vaste wal is de begincluster sch-, niet sk-, die men opmerkelijk genoeg overigens ook in het Terschellingse en Schiermonnikoogse Fries aantreft.

## Oorsprong
Waarom juist Ameland in de achttiende eeuw verhollandst is en Terschelling niet, terwijl Ameland een vrij eiland was en Terschelling bij Holland behoorde, is niet duidelijk. Waarschijnlijk heeft de Hollandse handel een taalverandering op Ameland teweeggebracht. Ook het Stadsfries, dat werd gesproken door de eeuwenlang heersende adellijke familie Van Cammingha, moet grote invloed hebben gehad op het Amelands. Het Bildts, een Hollands dialect, kan ook van invloed zijn geweest op het Amelands en vice versa. Eeuwenlang heeft de belangrijkste veerpont tussen Ameland en het vasteland gevaren van Zwarte Haan naar Ballumerbocht. Het is onbekend in hoeverre Hollandse dialecten en het Nederlands invloed hebben gehad op het Amelands.

## Status
Het Amelands is van alle dialecten op de Nederlandse Waddeneilanden veruit het levendigste. Volgens uit een studie uit 2008, uitgevoerd door een onderzoekster aan het Meertens Instituut, werd het toen nog door 85% van de jongeren gesproken.